# Rydal Water
Rydal Water is een van de kleinste meren in het Engelse Lake District in het graafschap Cumbria. Het ontleent zijn naam aan het nabijgelegen dorpje Rydal, tussen Grasmere en Ambleside. Het meer wordt gevoed door de rivier de Rothay, die Rydal Water verbindt met het iets grotere Grasmere en het grote Windermere. Een oudere benaming voor het meer, Rothaymere, verwijst naar de rivier.
Rydal Water is circa 1,18 km lang, de maximale breedte is ongeveer 350 m. De oppervlakte bedraagt circa 0,31 km². Het meer heeft een maximale diepte van 17 m en ligt 54 meter boven zeeniveau. Commerciële vaart op het meer is niet toegestaan, evenmin als motorvaartuigen. Er liggen drie kleine eilanden in Rydal Water.
Om het meer loopt een wandelpad, waarvan een deel bekendstaat als 'Wordsworth's Walk', een verwijzing naar de dichter William Wordsworth, die lange tijd een huis bewoonde dat bekendstaat als Rydal Mount, nadat hij een literair vruchtbare periode had gekend in Dove Cottage in het nabijgelegen dorp Grasmere. Het pad voert ook langs 'Wordsworth's Seat', een favoriete plek van de dichter. 'Nab Cottage', een huis dat uitziet op het meer, werd ooit bewoond door de schrijver Thomas de Quincey en door Hartley Coleridge, een zoon van Wordsworths vriend Samuel Taylor Coleridge. Aan de noordelijke oever van het meer bevindt zich 'White Moss House', dat Wordsworth kocht voor zijn zoon Willie.